# Dobovškova ulica, Novo mesto
Dobovškova ulica je ena od ulic v Novem mestu. Imenuje se po profesorju in publicistu Marijanu Dobovšku. Dobovškova ulica je slepa ulica v soseski Mačkovec, poteka pa vzporedno z Gregoričevo ulico.